# Pentium
Пе́нтиум — торговая марка нескольких поколений микропроцессоров архитектуры x86, выпускаемых корпорацией Intel с  1993 года. Pentium является процессором Intel пятого поколения и пришёл на смену Intel 80486 (который часто называют просто четыреста восемьдесят шестой).

## История
В июне 1989 года Винодом Дхамом (англ. Vinod Dham) были сделаны первые наброски процессора под кодовым названием P5. Винод Дхам широко известен на Западе как Отец чипа Pentium. В конце 1991 года была завершена разработка макета процессора, и инженеры смогли запустить на нём программное обеспечение. Начался этап оптимизации топологии и повышения эффективности работы. В феврале 1992 года проектирование в основном было завершено, началось всеобъемлющее тестирование опытной партии процессоров. В апреле 1992 года принято решение о начале промышленного производства, в качестве основной промышленной базы была выбрана орегонская фабрика № 5. Началось промышленное освоение производства и окончательная доводка технических характеристик.
В октябре 1992 года Intel объявила, что процессоры пятого поколения, ранее носившие кодовое имя P5, будут называться Pentium, а не 586, как предполагали многие. Это было вызвано тем, что многие фирмы, производящие процессоры, активно освоили производство «клонов» (и не только) процессоров 386 и 486. Intel собиралась зарегистрировать в качестве торговой марки название «586», чтобы больше никто не смог заниматься производством процессоров с таким названием, однако оказалось, что зарегистрировать цифры в качестве торговой марки нельзя, поэтому было принято решение назвать новые процессоры «Pentium» (за основу было взято др.-греч. πέντε «пять»), что также указывало на поколение данного процессора. 22 марта 1993 года состоялась презентация нового микропроцессора, через несколько месяцев появились и первые компьютеры на основе Pentium.

## Основные отличия от процессора 486
- Суперскалярная архитектура. Благодаря использованию суперскалярной архитектуры процессор может выполнять 2 команды за 1 такт. Такая возможность существует благодаря наличию двух конвейеров — U и V. U-конвейер — основной, выполняет все операции над целыми и вещественными числами; V-конвейер — вспомогательный, выполняет только простые операции над целыми и частично над вещественными. Чтобы старые программы (для 486) в полной мере использовали возможности такой архитектуры, необходимо было их перекомпилировать. Pentium — первый CISC-процессор, использующий многоконвейерную архитектуру.
- 64-битная шина данных позволяет процессору Pentium за один шинный цикл обмениваться вдвое большим объёмом данных с оперативной памятью, чем 486 (при одинаковой тактовой частоте).
- Механизм предсказания адресов ветвления. Применяется для сокращения времени простоя конвейеров, вызванного задержками выборки команд при изменении счётчика адреса во время выполнения команд ветвления. Для этого в процессоре используется буфер адреса ветвления BTB (Branch Target Buffer), использующий алгоритмы предсказания адресов ветвления.
- Раздельное кэширование программного кода и данных, сократившее число промахов кэша при выборке инструкций и операндов по сравнению с 80486. В процессорах Pentium используется кэш-память первого уровня (кэш L1) объёмом 16 Кб, разделённая на 2 сегмента: 8 Кб для данных и 8 Кб для инструкций. Для сокращения времени доступа и снижения стоимости реализации оба сегмента являются 2-канальными множественно-ассоциативными, в отличие от 4-канального кэша 80486.
- Улучшенный блок вычислений с плавающей точкой (FPU). Некоторые инструкции ускорились на порядок, например FMUL, скорость выполнения которой увеличилась в 15 раз. Процессор также может выполнять инструкцию FXCH ST(x) параллельно с обычными инструкциями (арифметическими или загрузки/выгрузки регистров).
- 4-входовые адресные сумматоры. Позволяют уменьшить латентность вычисления адреса по сравнению с 80486. В процессоре Pentium можно за один такт вычислить эффективный адрес при использовании базово-индексной адресации с масштабированием и смещением. 80486 имеет 3-входовый адресный сумматор, поэтому в нём вычисление такого адреса занимает два такта.
- Микрокод может использовать оба конвейера, в результате чего инструкции с префиксом повторения, такие как REP MOVSW, выполняют одну итерацию за такт, в то время как 80486 требуется три такта на итерацию.
- Более быстрый полностью аппаратный умножитель в несколько раз сокращает (и делает более предсказуемым) время выполнения инструкций MUL и IMUL по сравнению с 80486. Время выполнения уменьшается с 13–42 тактов до 10–11 для 32-битных операндов.
- Виртуализация прерываний, позволяющая ускорить режим виртуального 8086.

## Модели
Первоначально (1993 год) было представлено только две модели, основанные на ядре P5 с частотами 60 и 66 МГц. Позже были выпущены и более производительные процессоры Pentium, основанные на усовершенствованных ядрах. Кроме того, были представлены мобильные версии процессоров и процессоры Pentium OverDrive.
| Кодовое имя ядра           | P5            | P5            | P54C            | P54C         | P54C         | P54CS         | P54CS        | P54CS         | P54CS         | P54CS        | P55C          | P55C          | P55C        |
| -------------------------- | ------------- | ------------- | --------------- | ------------ | ------------ | ------------- | ------------ | ------------- | ------------- | ------------ | ------------- | ------------- | ----------- |
| Техпроцесс, нм             | 800           | 800           | 600             | 600          | 600          | 350           | 350          | 350           | 350           | 350          | 280           | 280           | 280         |
| Тактовая частота ядра, МГц | 60            | 66            | 75              | 90           | 100          | 120           | 133          | 150           | 166           | 200          | 166           | 200           | 233         |
| Анонсирован                | 22 марта 1993 | 22 марта 1993 | 10 октября 1993 | 7 марта 1994 | 7 марта 1994 | 27 марта 1995 | 12 июня 1995 | 4 января 1996 | 4 января 1996 | 10 июня 1996 | 8 января 1997 | 8 января 1997 | 2 июня 1997 |

### P5
Единственные две модели процессоров Pentium первого поколения, с тактовой частотой ядра 60 и 66 МГц, были анонсированы в 1993 году.
Процессор выпускался в 273-контактном корпусе CPGA, на материнскую плату устанавливался в процессорный разъём Socket 4 и требовал питания напряжением 5 В. Частота системной шины (FSB) была равна частоте ядра, то есть множитель ядра был равен 1,0.
Все процессоры Pentium относятся к классу SL Enhanced — это значит, что в них предусмотрена система SMM, обеспечивающая снижение энергопотребления. Кэш второго уровня размещался на материнской плате и мог иметь размер до 1 Мб. Ранние варианты процессоров, с частотами 60—100 МГц (ядра P5 и P54C), имели ошибку в модуле математического сопроцессора, которая в редких случаях приводила к уменьшению точности операции деления. Этот дефект был обнаружен в 1994 году и стал известен как «Ошибка Pentium FDIV».
Процессоры на ядре P5 изготавливались с использованием 800-нанометрового техпроцесса, по биполярной BiCMOS-технологии. Процессор содержит 3,1 млн транзисторов, а размер кристалла ядра составляет 294 мм². Pentium 66 потребляет ток в 3,2 А и имеет мощность 16 Вт, что потребовало установки дополнительного вентилятора. Производство таких процессоров оказалось очень сложным и процент выхода годных кристаллов оказался слишком мал. Многие специалисты, указывая на многочисленные недостатки (см.: F0 0f c7 c8) процессоров Pentium первого поколения, не советовали покупать данные модели. Производство на время пришлось остановить. Однако вскоре началось производство усовершенствованных процессоров, основанных на ядре P54C.

### P54C
В октябре 1993 года были выпущены процессоры Pentium второго поколения. Изначально была выпущена модель с тактовой частотой 75 МГц. Процессоры производились по 600-нанометровой биполярной BiCMOS-технологии, что позволило уменьшить размер кристалла до 148 мм² (ядро содержало 3,2 млн транзисторов) и снизить потребляемую мощность до 10,1 Вт (для Pentium 100). Напряжение питания также было уменьшено до 3,3 В, ток, потребляемый процессором, составляет 3,25 А. Процессор выпускался в 296-контактном корпусе CPGA и устанавливался в Socket 5 или Socket 7 и был не совместим с Socket 4. В этих процессорах улучшена система SMM и добавлен усовершенствованный программируемый контроллер прерываний APIC, упрощающий реализацию симметричной многопроцессорной работы (SMP).
В процессорах Pentium второго поколения используется умножение тактовой частоты, он работает быстрее системной шины. Для указания, во сколько раз тактовая частота ядра процессора больше частоты системной шины, используется множитель. Во всех процессорах, основанных на ядре P54C, множитель равен 1,5.

### P54CS
Первые процессоры, основанные на данном ядре, были выпущены 27 марта 1995 года. По сути, это ядро представляет собой ядро P54C, изготовленное с использованием 350-нанометровой биполярной BiCMOS-технологии, что позволило уменьшить размер кристалла ядра до 91 мм² (процессоры Pentium 120 и 133), однако вскоре, в результате оптимизации ядра, его размер удалось уменьшить до 83 мм² при том же количестве транзисторов. При этом Pentium 200 потреблял ток в 4,6 А, а его максимальная рассеиваемая энергия (тепловыделение) составляло 15,5 Вт.
| Множитель | Процессор                           |
| --------- | ----------------------------------- |
| 1,5       | Pentium 75, Pentium 90, Pentium 100 |
| 2,0       | Pentium 120, Pentium 133            |
| 2,5       | Pentium 150, Pentium 166            |
| 3,0       | Pentium 200                         |

### P55C
Pentium MMX — процессор компании Intel, выпущенный 8 января 1997 года на основе ядра P5 третьего поколения (P55C). Центром разработок и исследований Intel в Хайфе (Израиль) в ядро P55C был добавлен новый набор инструкций, названный MMX (MultiMedia eXtension), существенно увеличивающий (от 10 до 60 %, в зависимости от оптимизации) производительность компьютера в мультимедиа-приложениях. Эти процессоры именуются Pentium w/MMX technology (обычно сокращается до Pentium MMX).
Процессор включает в себя устройство MMX с конвейерной обработкой команд, кэш L1 увеличен до 32 Кб (16 Кб для данных и 16 Кб для инструкций). Содержит 57 новых команд по параллельной обработке целочисленных данных, введён тип данных 64 бита. Были доступны модели с тактовыми частотами 166, 200 и 233 МГц.
Процессор состоит из 4,5 млн транзисторов и производился по усовершенствованной 280-нанометровой технологии с использованием кремниевых полупроводников КМОП и работал на пониженном напряжении 2,8 В. Максимальный потребляемый ток равен 6,5 А, тепловыделение равно 17 Вт (для Pentium 233 MMX). Площадь кристалла у процессоров Pentium MMX равна 141 мм². Процессоры выпускались в 296-контактном корпусе типа CPGA или PPGA для Socket 7.

#### Отличия от Pentium
- Более эффективный способ предсказания ветвлений, аналогичный Pentium Pro
- Удвоен кэш первого уровня до 32 КБ (16 КБ — для данных и 16 КБ для инструкций)

### Pentium OverDrive
Было выпущено несколько поколений Pentium OverDrive.
- В 1995 году вышел первый Pentium OverDrive (на ядре P24T). Он был предназначен для установки в гнёзда типа Socket 2 или Socket 3 и работал с напряжением питания 5 В, то есть служил для модернизации систем, использующих процессор 486 без замены материнской платы. При этом данный процессор обладал всеми функциями процессора Pentium первого поколения (на ядре P5). Было выпущено две модели, работающие на частотах 63 и 83 МГц, старшая потребляла ток в 2,8 А и обладала рассеиваемой мощностью 14 Вт. Из-за высокой стоимости данный процессор ушёл, не успев появиться. И хотя через некоторое время (4 марта 1996 года) на смену этим процессорам пришли Pentium ODP5V с частотами 120 и 133 МГц, основанные на ядре P5T (по сути, представляет собой ядро P54CS), они также не стали популярны.
- 4 марта 1996 года выходит следующая версия 1 Pentium OverDrive — Pentium ODP3V — на ядре P54CT. Данное ядро основано на ядре P54CS. Процессор выпускался в 320-контактном корпусе CPGA для Socket 5 или Socket 7.
- 3 марта 1997 года выходят две модели Pentium ODPMT (с частотами 150 и 166 МГц), построенные на ядре P54CTB (аналог P55C). Позже, 4 августа 1997 года, выходят ещё две модели на том же ядре (с частотами 180 и 200 МГц). Они выпускались в 320-контактных корпусах CPGA и были предназначены для Socket 5 или Socket 7 (Pentium ODPMT-200 MMX — только для Socket 7).

### Tillamook
Процессоры, основанные на данном ядре, предназначались для портативных компьютеров, использовались в т. н. «мобильном модуле» MMC-1 Mobile Module Connector с 280 пинами, работали вместе с чипсетом Intel 430 TX и имели при этом 512 КБ кэш-памяти на системной плате.
Ядро Tillamook (названо в честь города в штате Орегон, США), представляет собой ядро P55C с пониженным напряжением питания — модель с частотой 300 МГц работала с напряжением 2,0 В, потребляя при этом ток в 4,5 А и обладала тепловыделением в 8,4 Вт. Старшие модели (с частотой 233, 266 и 300 МГц) выпускались с использованием 250-нм техпроцесса и имели кристалл площадью 90 мм², также существовали версии со 166 МГц частотой ядра
Модели 200 и 233 выпускались с августа 1997 г., модель 266 с января 1998, а старшая в линейке модель была представлена в январе 1999 г.

## Другие процессоры, использующие марку Pentium
Процессоры Intel Pentium пользовались огромной популярностью, и Intel решила не отказываться от марки Pentium, называя так и последующие процессоры, хотя они сильно отличались от первых Pentium’ов и не относились к пятому поколению. Таковыми являются:
| - Pentium Pro - Pentium II - Pentium III - Pentium 4 - Pentium D | - Pentium M - Pentium Extreme Edition - Pentium Dual-Core - Pentium G - Pentium N |

## Технические характеристики различных ядер
|                                   | P5                                | P54C                              | P54CS                                          | P55C                     |
| --------------------------------- | --------------------------------- | --------------------------------- | ---------------------------------------------- | ------------------------ |
| Дата анонса первой модели         | 23 марта 1993                     | 7 марта 1994                      | 27 марта 1995                                  | 8 января 1997            |
| Тактовые частоты, МГц             | 60, 66                            | 75, 90, 100                       | 120, 133, 150, 166, 200                        | 166, 200, 233            |
| Частота системной шины (FSB), МГц | 60, 66                            | 50, 60, 66                        | 60, 66                                         | 66                       |
| Кэш L1, Кбайт                     | 8 (для данных)+8 (для инструкций) | 8 (для данных)+8 (для инструкций) | 8 (для данных)+8 (для инструкций)              | 16+16                    |
| Кэш L2, Кбайт                     | внешний до 2 Мбайт                | внешний до 2 Мбайт                | внешний до 2 Мбайт                             | внешний до 2 Мбайт       |
| Напряжение питания, В             | 5                                 | 3,3                               | 3,3                                            | 2,8/3,3                  |
| Количество транзисторов, млн      | 3,1                               | 3,2                               | 3,3                                            | 4,5                      |
| Площадь кристалла, мм²            | 294                               | 148                               | 90                                             | 141                      |
| Максимальное тепловыделение, Вт   | 16                                | 10,1                              | 15,5                                           | 16                       |
| Техпроцесс, нм                    | 800                               | 600                               | 350                                            | 280                      |
| Разъём                            | Socket 4                          | Socket 5, Socket 7                | Socket 5, Socket 7 (150—200 — только Socket 7) | Socket 7                 |
| Корпус                            | 273-контактный PGA                | 296-контактный CPGA               | 296-контактный CPGA/PPGA                       | 296-контактный CPGA/PPGA |
| Адресуемая память                 | 4 Гбайт                           | 4 Гбайт                           | 4 Гбайт                                        | 4 Гбайт                  |
| Разрядность регистров             | 32                                | 32                                | 32                                             | 32                       |
| Разрядность внешней шины          | 64                                | 64                                | 64                                             | 64                       |
| Разрядность шины адреса           | 32                                | 32                                | 32                                             | 32                       |